# ヨーゼフ・クリーフーバー
ヨーゼフ・クリーフーバー（Josef Kriehuber、1800年12月15日 - 1876年5月30日）はオーストリアの版画家、画家である。19世紀前半のオーストリアで人気のある肖像画家になり、生涯で3000点以上の有力者の肖像画、肖像版画を描いた。

## 略歴
ウィーンで生まれた。13歳でウィーン美術アカデミーに入学し、絵画をフーベルト・マウラーに学んだ。1818年からポーランド・リトアニアの上級貴族、サングシュコ家の子息の絵の教師として、ポーランドで働いた。1821年にウィーンに戻り、マティアス・トレンチェンスキー(Matthias Trentsensky: 1790-1868)がウィーンに設立した美術出版社などで版画家(リトグラファー)として働き、学資や生活費を稼いだ。1826年から独自のスタイルの肖像版画を制作し、その後の数十年間、ウィーンで最も人気があり、収入の多い肖像画家になった。人気の理由は、男性は実際より立派に描き、女性はより美しく描いたことだったとされる。1860年にフランツ＝ヨーゼフ勲章を受勲した最初の画家になった。
写真技術の発展によって晩年は肖像画、肖像版画の仕事は減り、苦しい生活を強いられることになった。ウィーンで没した。
作品はオーストリア国立図書館の出版コレクションや肖像画コレクションなどに収蔵されている。

## 作品

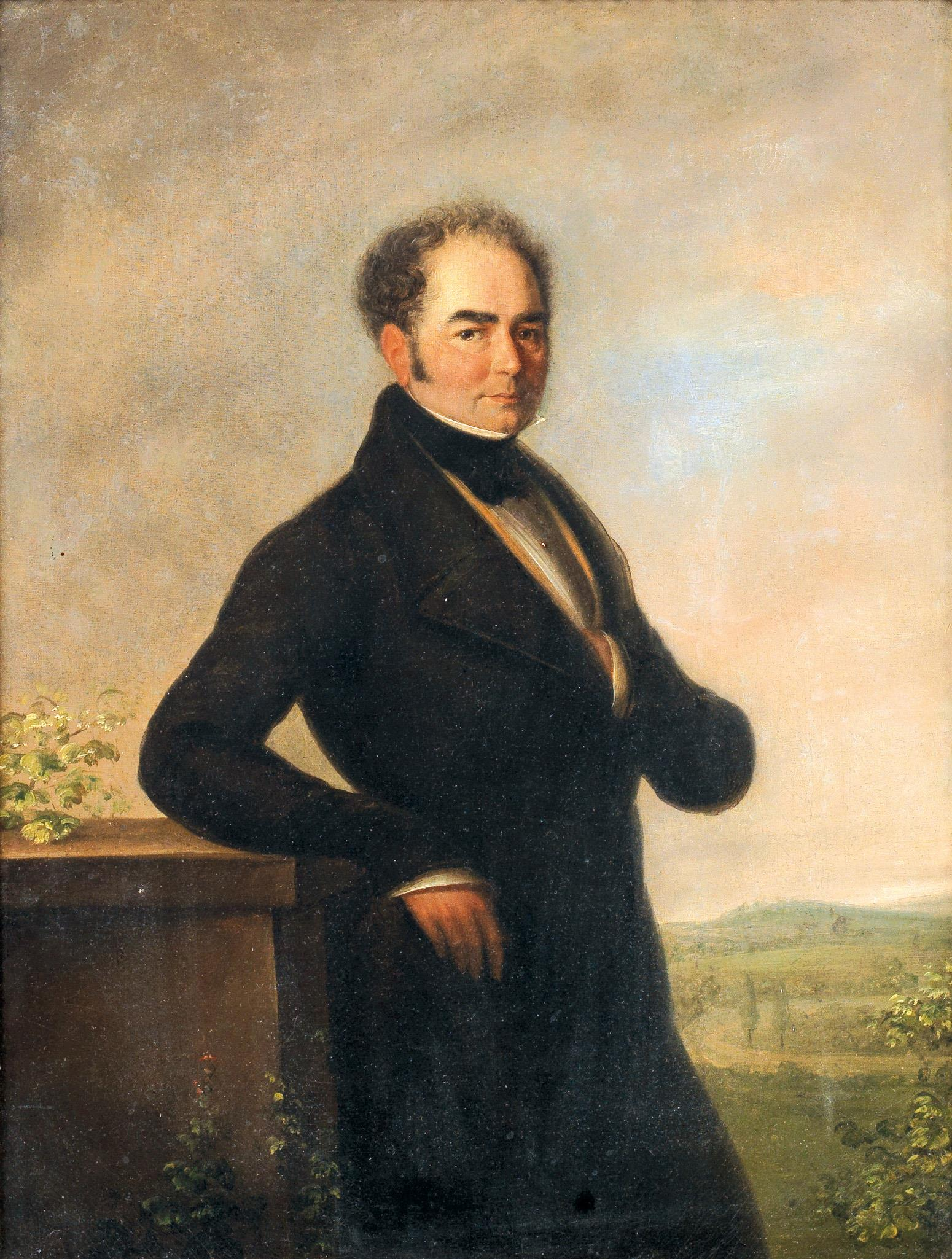
Konstantin Czartoryski
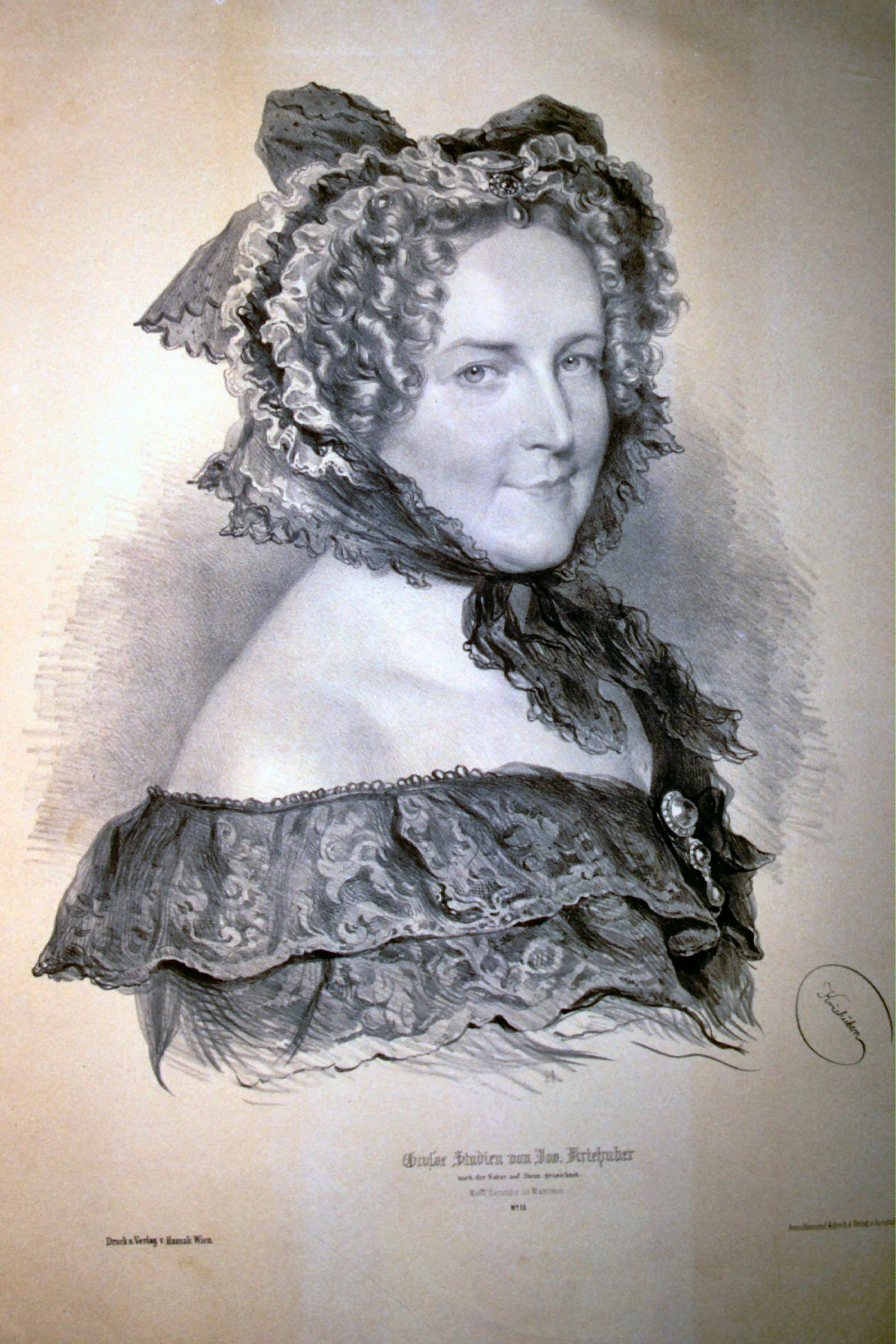
Amalie Haizinger -女優
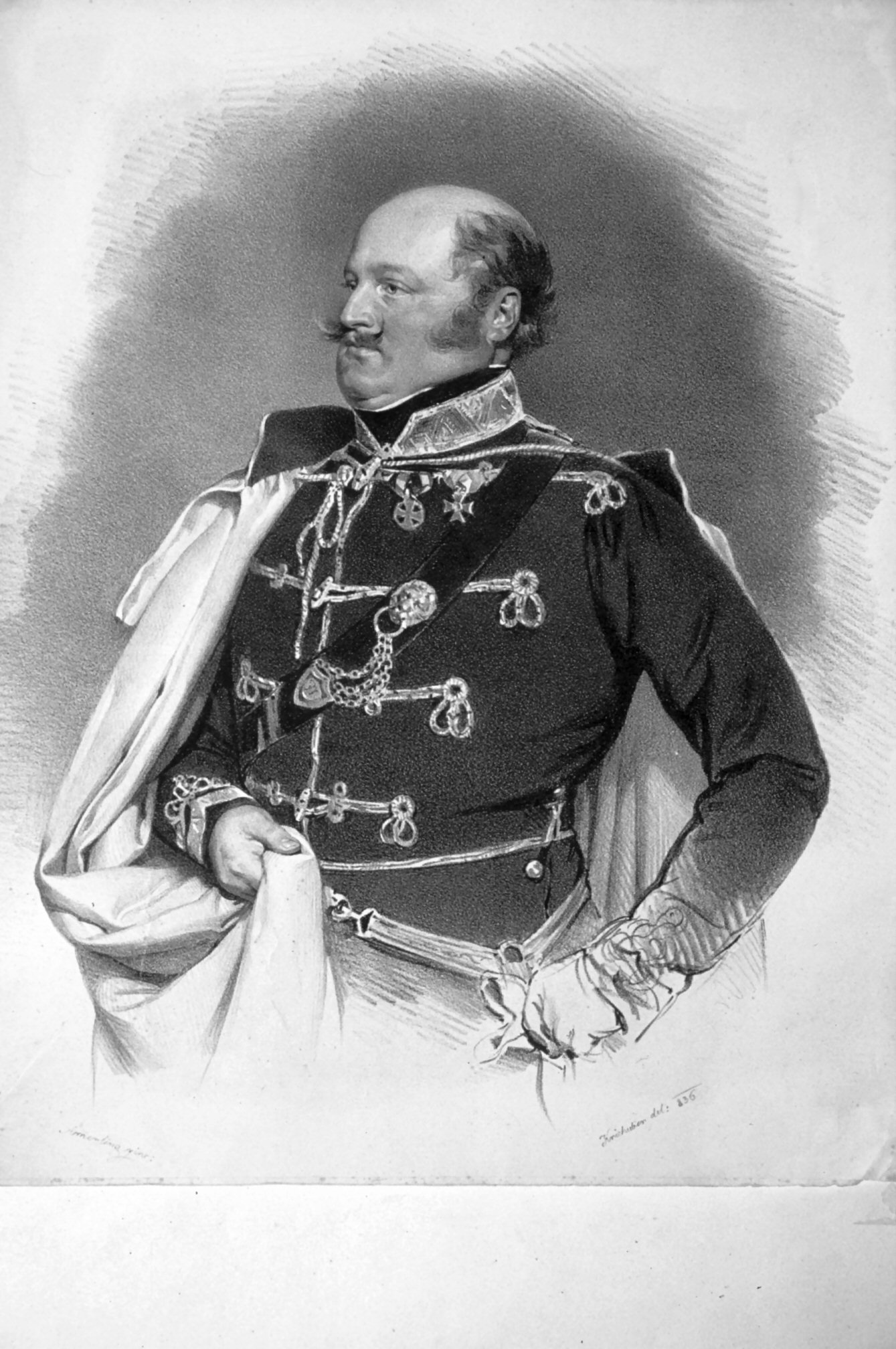
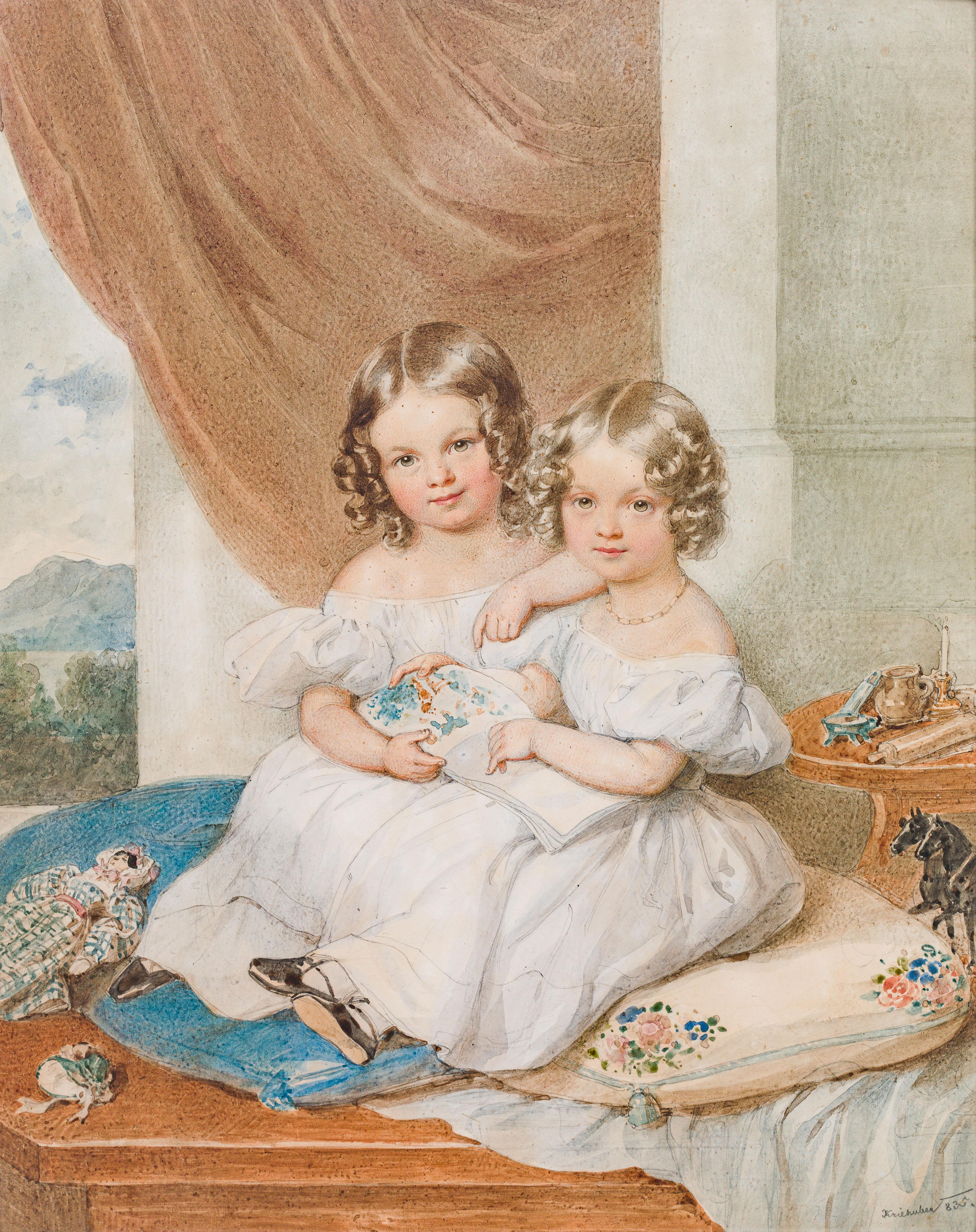